# Цианометр

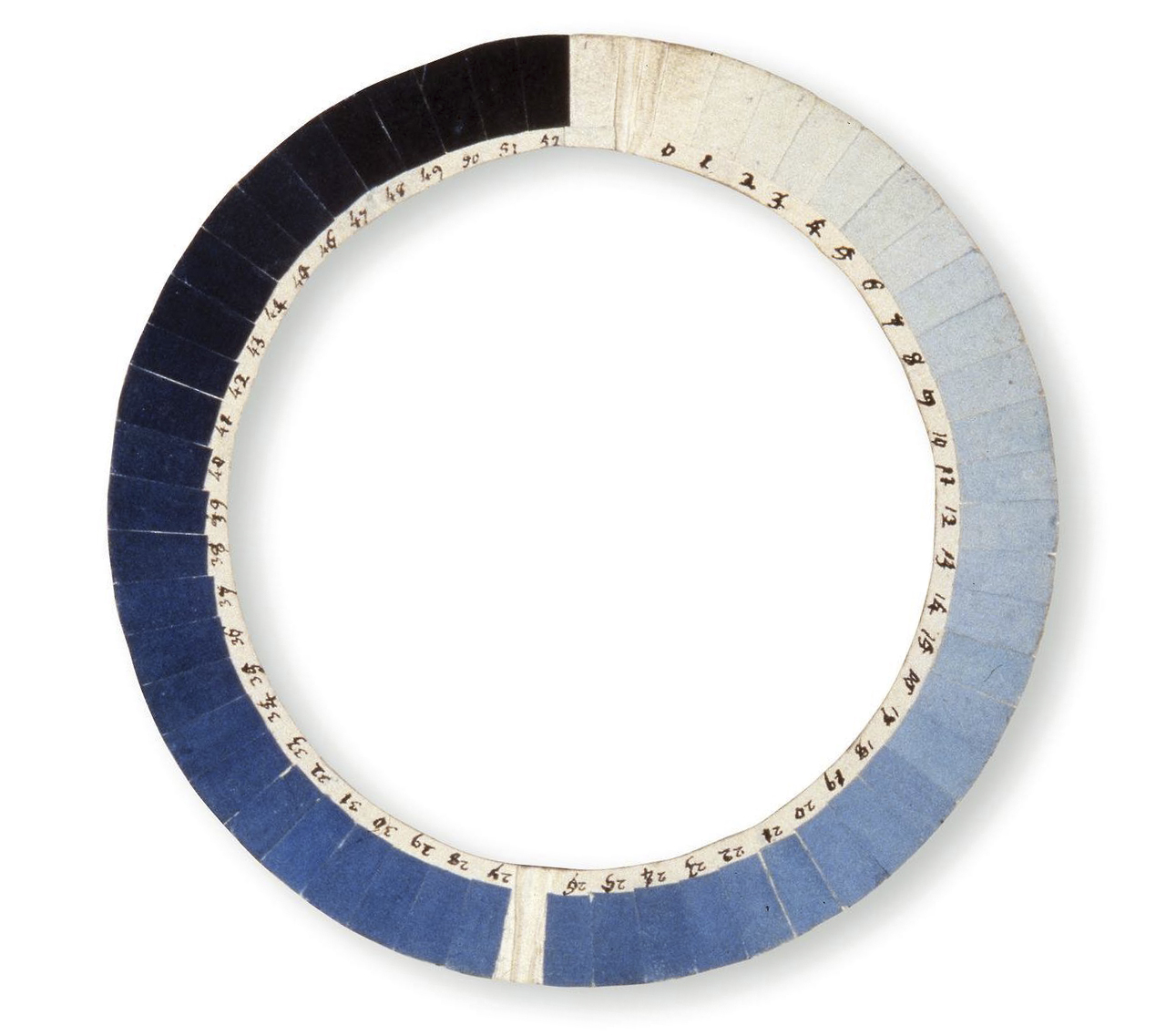
Цианометр Горация-Бенедикта де Соссюра, представляет собой круглый картонный диск, имеющий, 53 различных оттенка, начиная с белого = 0 и заканчивая 52 = чёрным. Это позволяет определить точный оттенок синего неба в каждом конкретном случае, коллекция Исторического музея наук в Женеве.

Цианоме́тр (Кианометр, от лат. cianus — «синий») — прибор, предназначенный для измерения цвета ясного дневного неба и степени голубизны неба. 
В другом источнике указано что это физический и метеорологический прибор предназначался для определения интенсивности голубого цвета неба. Позже этот прибор использовался для определения глубины моря. Разновидность колориметра. Цианометр имеет одномерную шкалу, позволяющую измерять цвета в пределах последовательности от белого через бело-голубой до насыщенного синего.

## История
Первый цианометр был сконструирован Орасом Бенедиктом де Соссюром ещё в конце XVIII века. Он состоял из 53 полосок бумаги, окрашенных берлинской лазурью в различные цвета: от почти чёрного через насыщенно-голубой и далее до светло-голубого. Соссюр проводил измерения цвета неба в Женеве, Шамони, на горе Монблан.
В XIX веке применялись цианометры усовершенствованных конструкций: поляризационный цианометр Франсуа Араго, урано-фотометр Вильда.
Позже большая серия измерений цвета неба была проведена Гавриилом Тиховым в Пулкове с помощью спектроскопического цианометра и в Алма-Ате — сапфирового цианометра.
Цианометры бывают относительные и абсолютные. В относительных цвет неба сравнивается с набором стандартов синевы, например с бумажками, окрашенными в разные оттенки синего (цианометр Соссюра) и тому подобное. Абсолютные позволяют выражать результаты наблюдения в виде цветовой температуры или иной принятой в колориметрии характеристики цвета.

### Интересные факты
- В 2016 году в пешеходной зоне словенской столицы Любляны установлен памятник голубизне неба (автор — скульптор М. Б. Барага — Martin Bricelj Baraga). На создание этой инсталляции, изготовленной из стекла и стали, вдохновил её творца цианометр Соссюра. Сооружение относится к так называемым нонументам: оно не только украшает город, но и определяет степень голубизны неба, уровень загрязнённости атмосферы, размещая соответствующую информацию на своём веб-сайте (Hello Cyanometer!). Работает устройство от солнечных батарей, в сборе и интерпретации данных ему помогает станция Агентства по окружающей среде Словении.
- В 2017 году подобный монумент установлен в польском городе Вроцлаве[5].

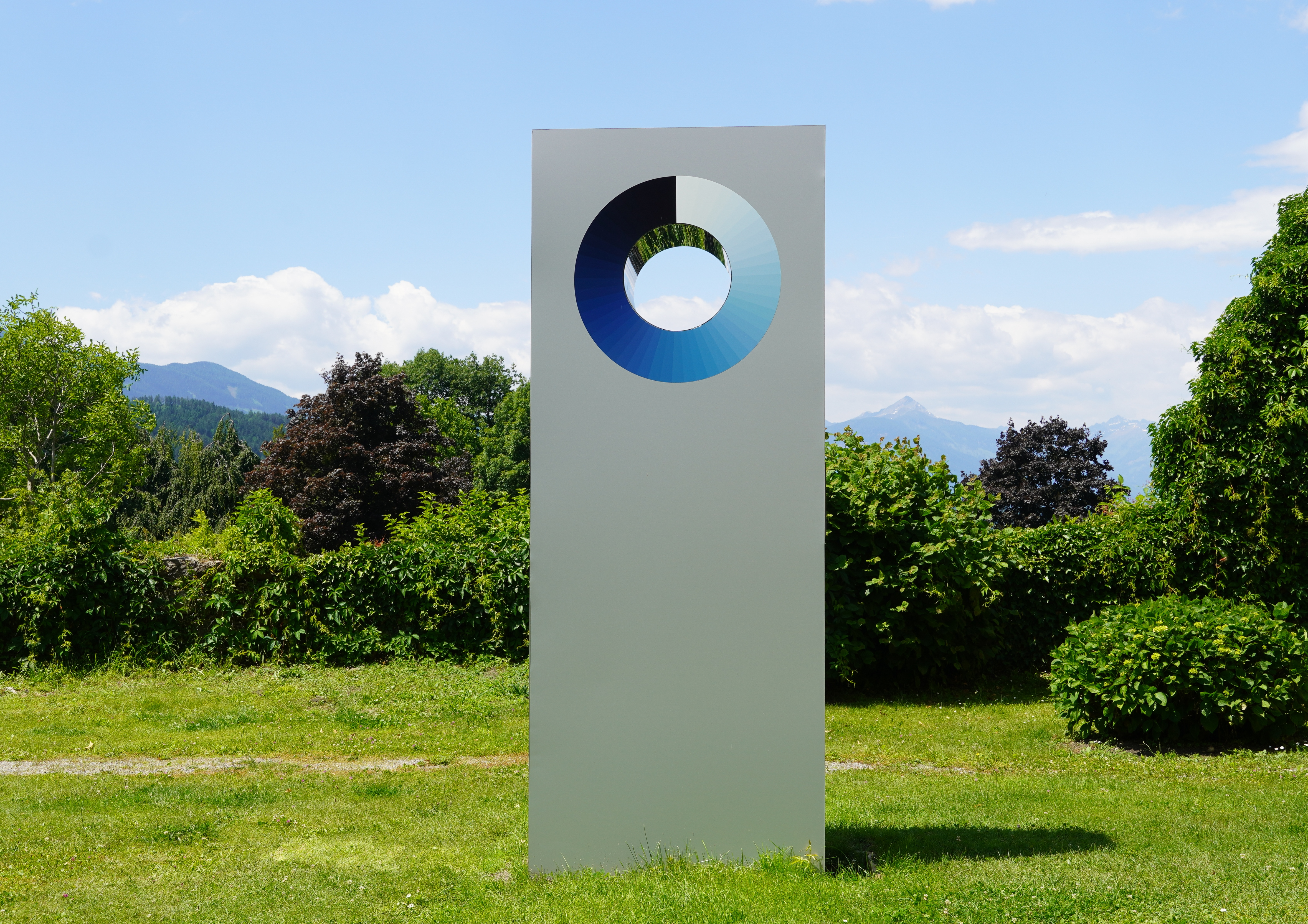
Цианометр, арт-проект МилстАРГ (MillstART), дизайн Мартина Бриселя Барага, Мильштатт, Каринтия, Австрия.
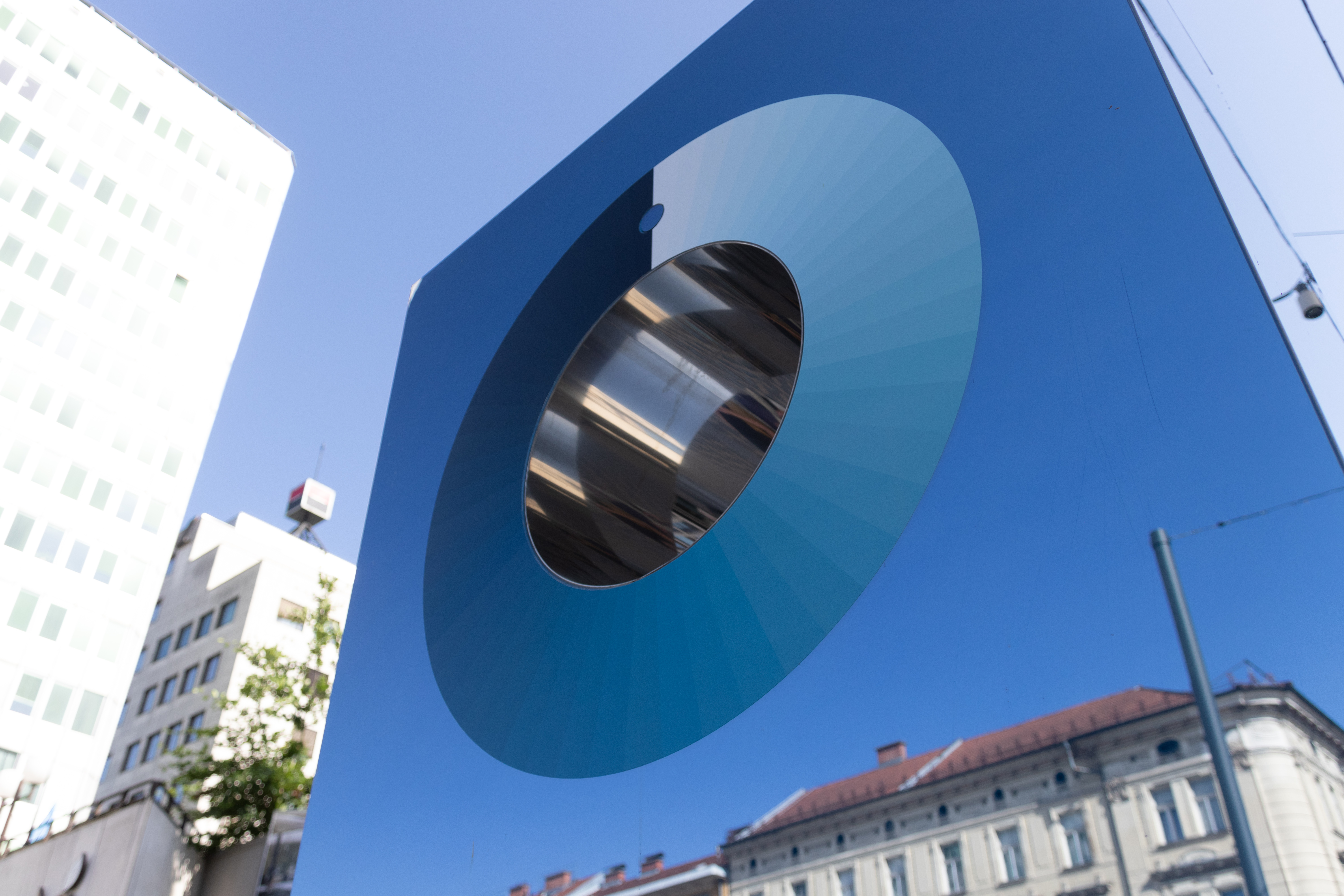
Памятник голубизне неба, вдохновлённый цианометром, Любляна.